# 芎蕉灣
芎蕉灣，臺灣客家話口語上稱為弓蕉灣，是臺灣苗栗縣銅鑼鄉的一個傳統地域名稱，位於該鄉最北端的後龍溪西岸地帶。相較於今日行政區，其範圍大致為朝陽村東北大半部、福興村東北部。

## 歷史
台灣清治末期至日治初期，芎蕉灣地區為一街庄，稱為「芎蕉灣庄」，隸屬於苗栗一堡。該庄北與南勢坑庄為鄰，東北與維祥庄為鄰，東隔後龍溪與中心埔庄為界，南邊為七十份庄，西邊為銅鑼灣庄、三座厝庄、五湖庄。
1901年（日治明治三十四年）11月，全台廢縣廳改設二十廳，該庄隸屬於苗栗廳。1909年（明治四十二年）10月，合併二十廳為十二廳，該庄改隸屬於新竹廳。1920年（大正九年），廢十二廳改設五州二廳，該庄改制為「芎蕉灣」大字，隸屬於新竹州苗栗郡銅鑼庄。
戰後銅鑼庄改制為銅鑼鄉，隸屬於新竹縣，大字亦改制為村。1950年桃、竹、苗分治，銅鑼鄉改隸屬於苗栗縣。

## 聚落
本地區發展較早的聚落有下灣、中灣（芎蕉灣）、上灣等，在日治期初期的官方地圖上已有記載。此外，本地區尚有南勢聚落。

## 交通
台鐵山線大致以東北—西南走向轉北北東—南南西走向經過芎蕉灣地區西北部凸出部分。境內未設站，東北側最近的是南勢車站，屬招呼站；西南側最近的是銅鑼車站，屬三等站，均只停靠區間車。由此等車站可前往台鐵沿線各地。
國道1號又稱「中山高速公路」，是台灣西部兩條縱向高速公路之一，大致以東北－西南走向蜿蜒經過芎蕉灣地區南部。境內未設交流道，東北側最近的是省道台6線交會口的苗栗交流道，西南側最近的是銅鑼科學園區銅科北路交會口的銅鑼交流道，由此等進入可快速前往國道1號沿線各地。
省道台13線是香山內湖至豐原的幹道，其中尖山至豐原路段俗稱「尖豐公路」，大致以東北—西南走向轉北北東—南南西走向蜿蜒經過本地區西北部凸出部分，並由位於鐵路東側跨隧道（舊銅鑼隧道）上方而改成位於鐵路西側。由該道路向東北轉北可前往苗栗、造橋、竹南、於香山內湖並止於省道台1線路口，向南南西可前往銅鑼市區、三義、后里、豐原並止於省道台3線路口。
縣道128號是通霄至公館的道路，大致先以西北—東南走向進入本地區西南端，再轉向南繞Ｕ字形經過南鄰七十份並回到本地區，再轉向東略偏北出境。由該道路西段西側向西北轉西南經銅鑼市區後轉西可前往三座厝、高埔、烏眉坑、內湖、通霄市區並止於台鐵通霄車站前中山路（省道台1線舊線）路口，由東段東側向東略偏北經後龍溪中平大橋、省道台72線銅鑼交流道後轉東北可前往中心埔東南端、中小義、麻薺寮並止於省道台6線路口。